# Thyridanthrax michaili
Thyridanthrax michaili är en tvåvingeart som beskrevs av Zaitzev 1974. Thyridanthrax michaili ingår i släktet Thyridanthrax och familjen svävflugor.
Artens utbredningsområde är Mongoliet. Inga underarter finns listade i Catalogue of Life.